# Svrdarkovke
Svrdarkovke (lat. Marantaceae), biljna porodica iz reda đumbirolike, koja je dobila ime po rodu svrdarki ili maranti (Maranta), poznatoj i pod imenom molitvena biljka, jer pred veče svoje listove kao dlanove podiže prema nebu. Latinsko ime Maranta dolazi po talijanskom ljekaru i botaničaru iz sredine XVI stoljeća, Bartolomeo Maranta.
Porodica obuhvaća 568 vrsta unutar 28 rodova uz nekoliko monotipskih rodova s vrstama: Afrocalathea rhizantha, Trachyphrynium braunianum, Sanblasia dressleri, Myrosma cannifolia,  Koernickanthe orbiculata, Indianthus virgatus i Donax canniformis.
Rod atenidija (Ataenidia) sa svoje dvije vrste uklopljen je u Marantochloa.

## Rodovi
1. Afrocalathea K.Schum.
2. Calathea G.Mey.
3. Ctenanthe Eichler
4. Donax Lour.
5. Goeppertia Nees
6. Halopegia K.Schum.
7. Haumania J.Léonard
8. Hylaeanthe A.M.E.Jonker & Jonker
9. Hypselodelphys (K.Schum.) Milne-Redh.
10. Indianthus Suksathan & Borchs.
11. Ischnosiphon Körn.
12. Koernickanthe L.Andersson
13. Maranta Plum. ex L., molitvena biljka
14. Marantochloa Brongn. ex Gris
15. Megaphrynium Milne-Redh.
16. Monophyllanthe K.Schum.
17. Monotagma K.Schum.
18. Myrosma L.f.
19. Phrynium Willd.
20. Pleiostachya K.Schum.
21. Sanblasia L.Andersson
22. Saranthe (Regel & Körn.) Eichler
23. Sarcophrynium K.Schum.
24. Schumannianthus Gagnep.
25. Stachyphrynium K.Schum., stahifrinijum
26. Stromanthe Sond., stromante
27. Thalia L., talija
28. Thaumatococcus Benth.
29. Trachyphrynium Benth.